# Pelham (Nowy Jork)
Pelham – miasto w Stanach Zjednoczonych, w stanie Nowy Jork, w hrabstwie Westchester.